# Mit Ghamr
Mit Ghamr (arabisch ميت غمر, DMG Mīt Ġamr) ist eine Stadt  in Ägypten innerhalb des Gouvernement ad-Daqahliyya mit ca. 141.000 Einwohnern. Sie liegt am Ufer des Damietta-Arms, einem östlichen Nebenfluss des Nildeltas. Sie ist ein wichtiges Zentrum der Aluminiumindustrie und produziert über 70 % der gesamten ägyptischen Produktion, insbesondere von Aluminiumgeschirr. Mit Ghamr ist nach Al Mansurah die zweitgrößte Stadt im Gouvernement Dakahlia. Die Stadt ist historisch wichtig als Zentrum des Sufismus während der Mamluken-Ära. In der Neuzeit wurde sie von ausländischen Gemeinden besiedelt, und es kam in der Stadt zu einer Reihe bemerkenswerter Widerstandsaktionen gegen die französische und britische Besatzung.

## Etymologie
Mit Ghamr war historisch als „Minyat Ghamr“ (arabisch: منية غمر) bekannt, entwickelte sich aber im Laufe der Zeit zu seiner heutigen Form. Das Wort „Minyat“ hat einen arabischen Ursprung und bedeutet „ein elegantes Haus, umgeben von Gärten“. Einige Forscher glauben, dass „Mit“ von einem koptischen Wort altägyptischen Ursprungs stammt, das „Straße“ oder „Ort“ bedeutet. Forscher bevorzugen jedoch den arabischen Ursprung des Wortes, da „Minyat“ in den Namen ägyptischer Dörfer und Städte während der islamischen Ära weit verbreitet war. Eine Reihe von antiken Historikern, wie z. B. Yaqut al-Hamawi, erwähnten in seinem Länderwörterbuch viele Orte in Ägypten, die den Namen „Minyat“ trugen, was diese Interpretation stützt. Das Wort „Ghamr“ bedeutet Überflutung oder Überschwemmung. Aufgrund der Nähe der Stadt zum östlichen Arm des Nils wurde sie vor dem Bau des Assuan-Staudamms mehrmals überflutet. Daher bedeutet der Name der Stadt in der koptischen Theorie „überfluteter Ort“ und auf Arabisch „das elegante, im Wasser versunkene Haus“.

## Geschichte

### Gründung und Ursprung
Die Gründung von Mit Ghamr – historisch bekannt als Minyat Ghamr – geht auf die Fatimidenzeit (10.–12. Jahrhundert n. Chr.) zurück. In dieser Zeit wurden große Landstriche im östlichen Nildelta, insbesondere in der Region al-Ḥūf al-Sharqī (Ostbezirk), an arabische Stämme vergeben, um ihre Loyalität zu sichern und die Stabilität in der Nähe des Damietta-Arms zu gewährleisten.
Zu den vielen arabischen Siedlungen in dieser Region gehörte Minyat Ghamr, eines der größeren Beduinendörfer am Ostufer des Nils, direkt gegenüber der heutigen Stadt Zefta. Historische Quellen wie al-Maqrīzī und al-Qalqashandī erwähnen die Anwesenheit arabischer Stämme – insbesondere der Lakhm und Judhām – in der Region. Zu ihnen gehören die Banu Shawar, die dem bekannten fatimidischen Minister Schawar zugeschrieben werden.
Später, während der ayyubidischen Zeit, setzten sich die Migrationswellen aufgrund der Kreuzzüge fort. Stämme aus dem östlichen Delta und der antiken Hafenstadt al-Farama (Pelusium) zogen ins Landesinnere und gründeten neue Dörfer, die nach ihren Clans benannt waren. Viele von ihnen trugen den Namen Minyat. In diesem Zusammenhang gewann Minyat Ghamr an Bedeutung und entwickelte sich schließlich zu der modernen Stadt, die heute als Mit Ghamr bekannt ist.

### Die Mamlukenzeit
Während der Mamlukenzeit war Mit Ghamr administrativ der Ostprovinz angeschlossen und genoss eine herausragende Stellung unter den Mamlukenfürsten, da ihnen dort Lehen zugesprochen wurden. Aufgrund der Verfehlungen einiger arabischer Scheichs kam es in der Stadt im Jahr 863 n. Chr. / 1458 n. Chr. zu Unruhen und Zerstörung. Dies veranlasste die Honoratioren der Stadt, eine Delegation nach Kairo zu stellen und ihre Beschwerden Sultan Sayf al-Din Inal vorzutragen, der die Entsendung einer mamlukischen Militärtruppe anordnete, um die Sicherheit aufrechtzuerhalten und die Stabilität wiederherzustellen. Die Stadt war ein Zentrum für Sufi-Gelehrte und religiöse Persönlichkeiten und zog Schüler aus ganz Ägypten an. Es sind noch mehrere historische Schreine erhalten, wie die Schreine von Sidi Muhammad al-Wa’iz, Sidi Khalaf und Arbaeen aus dem 15. Jahrhundert. Der mamlukische Sultan Kait-Bay versuchte erfolglos, Abu al-Abbas al-Ghamri, einen der bekanntesten Sufi-Phänomene der Stadt, zu treffen. Deshalb schickte er später seinen Sohn zu ihm.

### Die osmanische Ära

#### Der Aufstand Abdel Dayems ibn Baqrs
Zu Beginn der osmanischen Herrschaft in Ägypten brach in der Provinz Sharqiyya ein großer Stammesaufstand aus, angeführt von Scheich Abd al-Da'im ibn Ahmad ibn Baqar, dem arabischen Häuptling der Region. Auslöser des Aufstands war der Widerstand gegen die Politik des osmanischen Gouverneurs Hayır Bey und dessen Bündnis mit den Überresten der Mamluken. Abd al-Da'im nutzte Hayır Beys Beschäftigung mit den Mamluken aus, griff sie an, plünderte ihre Karawanen und errichtete sein Hauptquartier in Minyat Ghamr (dem heutigen Mit Ghamr). Er erhob Abgaben auf die umliegenden Dörfer und verhielt sich wie ein unabhängiger Herrscher.
Daraufhin entließ Hayır Bey Abd al-Da’im und ernannte seinen Vater, Ahmad ibn Baqar, zum neuen arabischen Häuptling. Abd al-Da’im wurde mit militärischer Gewalt aus Mit Ghamr vertrieben, entfachte jedoch bald den Aufstand erneut und vertrieb sogar seinen eigenen Vater aus Sharqiyya, um Mit Ghamr zu plündern und niederzubrennen. Hayır Bey versuchte, den Aufstand mit einem von Qaytbay al-Dawadar angeführten Feldzug niederzuschlagen, der jedoch aufgrund der mangelnden Vorbereitung der Truppen abgebrochen wurde. Daher wurde eine friedliche Lösung angestrebt. Abd al-Da’ims Bruder Baybars ibn Baqar und der Sufi-Scheich Abu al-Hasan al-Ghamri, Sohn von Scheich Abu al-Abbas al-Ghamri, wurden als Vermittler entsandt. Abd al-Da'im kehrte im Rahmen einer Generalamnestie nach Kairo zurück, wurde aber später inhaftiert, nachdem sein Vater vor seiner Freilassung gewarnt hatte.
1523 empfing Mit Ghamr einen hochrangigen osmanischen Gesandten aus Istanbul, der kaiserliche Erlasse zur Untersuchung bestimmter arabischer Häuptlinge überbrachte. Der Gesandte wurde von Ahmad ibn Baqar ehrenvoll empfangen und überreichte ihm die gesamten Steuereinnahmen der Provinz Sharqiyya – eine Geste, die die politische und administrative Bedeutung der Stadt im Delta während der frühen osmanischen Zeit widerspiegelte.
Der administrative Status der Stadt änderte sich während der osmanischen Ära, als Mit Ghamr gemäß der osmanischen Quadratur, die der osmanische Gouverneur Hadım Suleiman Pascha während der Herrschaft von Sultan Suleiman dem Prächtigen durchführte, dem Gouvernement Dakahlia angegliedert wurde. Der türkische Reisende Evliya Çelebi berichtete, dass Mit Ghamr während seines Besuchs 4.000 Häuser, 9 große Moscheen, 35 Moscheen, 7 Schulen, 12 Büros, 7 Karawansereien und 600 Geschäfte umfasste.
In der osmanischen Ära florierte Mit Ghamr aufgrund seiner strategischen Lage an den Handelsrouten des Nils als wichtiger Handelsknotenpunkt. Mit Ghamr zeichnete sich auch durch seine florierende Schmiedeindustrie aus, mit einem integrierten Industriekomplex aus Märkten, Werkstätten und einem von der „Qisaira“ überwachten Verwaltungssystem. Diese Industrie verfügte über eine klare und integrierte Infrastruktur, was die Entwicklung des traditionellen Handwerks der Stadt verdeutlichte. Die Stadt verfügte auch über ein bedeutendes Goldschmiedeviertel, das sich auf die Herstellung und den Verkauf von Gold- und Silberschmuck spezialisierte und noch heute besteht. Bemerkenswert ist, dass die Dhimmis (Nichtmuslime) diesen Beruf damals monopolisierten.

#### Widerstand während des französischen Feldzugs in Ägypten

##### Aufstand des Emir al-Hadsch (März 1799)
Während Napoleon Bonapartes Invasion in Ägypten spielte Mit Ghamr eine entscheidende Rolle im Widerstand gegen die französische Besatzung, indem es die Versorgungswege entlang des Nils abschnitt. Dieser Akt des Widerstands erzürnte die Franzosen und markierte den Beginn eines lokalen Aufstands unter der Führung von Mustafa Bey, dem Kethüda von Bakr Pascha, dem Gouverneur von Ägypten. Dieser wurde damals von Napoleon selbst zum Emir al-Hadsch von Ägypten ernannt und ersetzte Saleh Bey, der vor Kummer starb, als er die Nachricht von der Besetzung hörte.
Napoleons Abreise aus Ägypten Anfang 1799 nach Syrien wurde ausgenutzt, insbesondere nachdem er von Jazzar Pascha und seinem ehemaligen Vorgesetzten Bakr Pascha die Nachricht erhalten hatte, dass Sultan Selim III. eine Armee nach Ägypten geschickt hatte, um die Franzosen zu vertreiben. Mustafa Bey startete am 25. März 1799 einen Aufstand und machte Mit Ghamr zum Zentrum seiner Operationen. Als französische Truppen und sieben Schiffe Kairo verließen, um Napoleons Militärmacht im Levantefeldzug zu unterstützen, sammelte Mustafa Bey Anhänger aus Nordägypten. Auch mehrere rebellische Beduinen- und Mameluckenstämme schlossen sich seiner Sache an, motiviert durch seinen religiösen Einfluss und seine offizielle Rolle in der osmanischen Verwaltung.
Die Rebellentruppen zählten schätzungsweise mehrere Tausend. Der Beginn der Revolution war von Erfolg gekrönt, da es den Revolutionären gelang, sechs Schiffe zu kapern, die Insassen zu töten und ihre Waffen zu erbeuten. Das verbleibende Schiff entkam nach Kairo und diente lediglich als Wachschiff. Obwohl die Franzosen den Aufstand nach Zusammenstößen mit den Revolutionären schließlich niederschlugen und Mustafa Bey nach Palästina floh, erhob sich die Bevölkerung von Mit Ghamr erneut. Unterstützt von überlebenden Mamlukenfraktionen griffen sie ein großes französisches Kriegsschiff an, das mit Waffen und Kanonen beladen war. Die französischen Soldaten an Bord wurden gefangen genommen und getötet.
Die Bedeutung dieser Revolution liegt darin, dass sie die erste große Volksbewegung nach der Stagnation und Verzweiflung war, die die Ägypter heimgesucht hatte, und der relativen Ruhe, die nach der Niederschlagung des Kairoer Aufstands in Kairo herrschte. Sie gab der Besatzung neue Hoffnung und trug dazu bei, die französischen Streitkräfte von der Belagerung Akkons abzulenken, die zu Napoleons Scheitern dort beitrug.

##### Schlacht von Kafour Negm (Juni 1799)
Am 5. Juni 1799 starteten die Franzosen eine Militäroperation, um den erneuten Aufstand in Mit Ghamr niederzuschlagen. Sie rückten in Richtung Kafour Negm vor, einem Dorf im Gouvernement Scharqiyya, wo sich Rebellentruppen aus Mit Ghamr versammelt hatten und sich auf die Konfrontation vorbereiteten.
Es kam zu erbitterten Kämpfen zwischen den Franzosen und den Rebellen. Trotz der Intensität der Kämpfe wurden die Rebellen schließlich besiegt und erlitten etwa 130 Verluste. Als Reaktion darauf ordnete Napoleon die Errichtung ständiger französischer Garnisonen in Mit Ghamr an, um die Kontrolle über das Nildelta zu stärken.
Doch kam es in der Region weiterhin häufig zu Unruhen, sodass das französische Militär zu harten und gewalttätigen Mitteln greifen musste, um die Ordnung wiederherzustellen. Als Vergeltung für die frühere Beschlagnahmung französischer Schiffe ordnete General Lanusse die Verbrennung und Zerstörung von Mit Ghamr an. Dies war eine der schwersten Strafmaßnahmen der Franzosen im Nildelta.

### Die Ära der Muhammad Ali-Dynastie

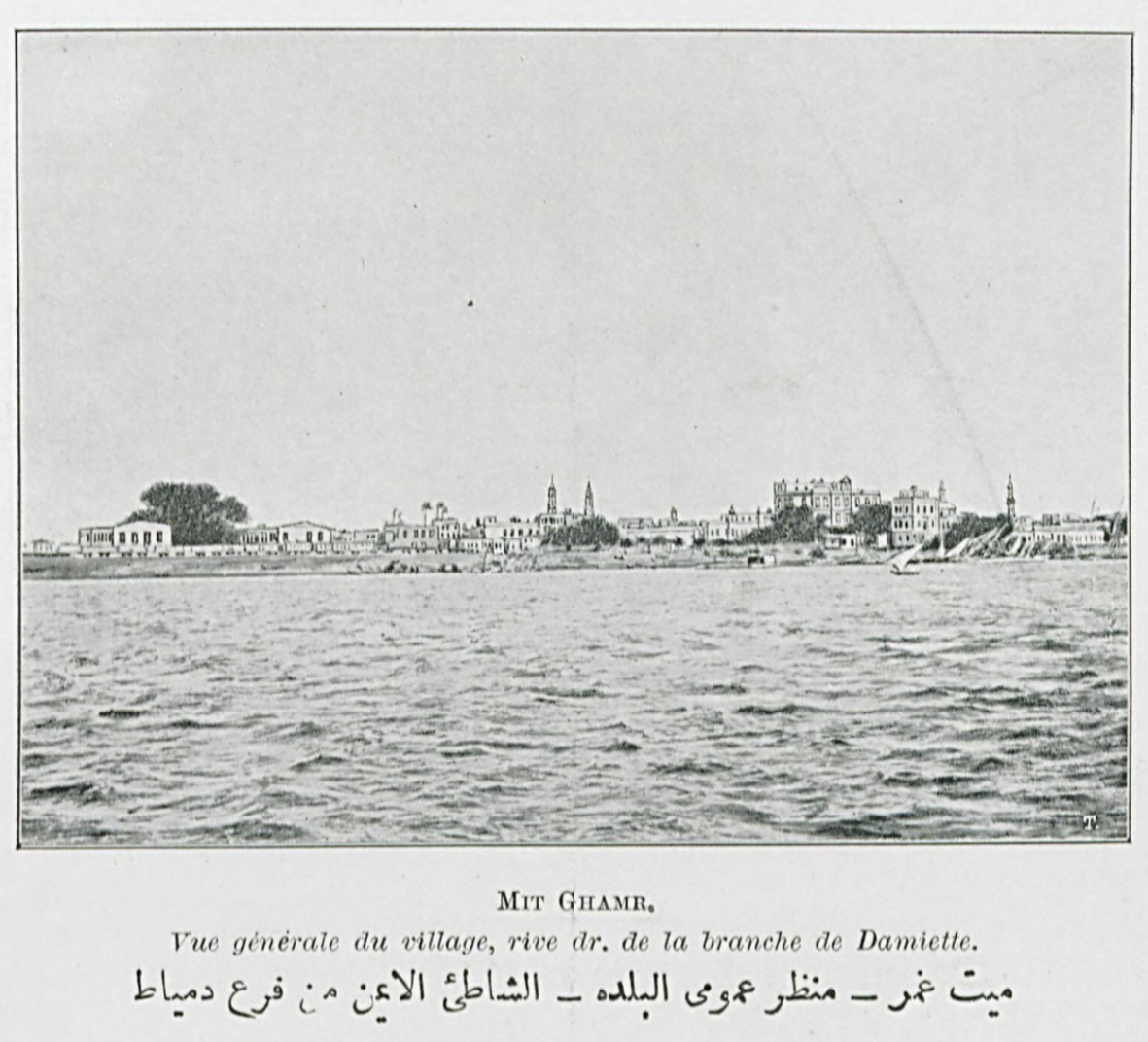
Gesamtansicht von Mit Ghamr am Nil im Jahr 1902

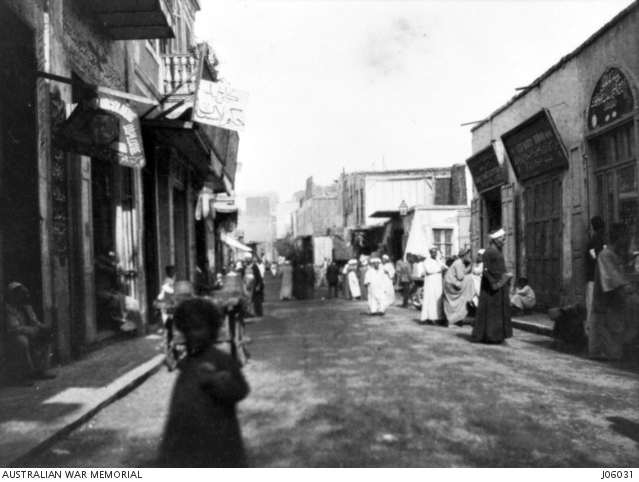
Eine der Straßen von Mit Ghamr im Jahr 1919

Mit Ghamr erlebte während der Herrschaft Muhammad Alis eine industrielle und pädagogische Renaissance. Dort wurde eine Baumwollspinnerei mit 75 Spinnrädern und 50 Baumwollentkörnungsmaschinen errichtet. Sie war Teil eines Fabriknetzwerks in Unterägypten zur Unterstützung der Spinn- und Webindustrie. Außerdem wurde in der Stadt eine Indigofabrik gegründet, die vor Ort genutzt wurde. Der Überschuss wurde nach Kairo geschickt, um auf ausländischen Märkten verkauft zu werden. Diese Fabriken trugen dazu bei, die lokale Wirtschaft anzukurbeln und die industrielle Rolle der Stadt zu stärken, die bis heute anhält. 1837 wurde dort eine Grundschule gegründet, in der neben Französisch, Arabisch und Türkisch auch Mathematik, Geschichte und andere Fächer unterrichtet wurden. Muhammad Ali stellte eine Reihe von Al-Azhar-Gelehrten ein, um die Geschäfte zu leiten, doch die Schule wurde 1846 nach dem Ägyptisch-Osmanischen Krieg geschlossen. Mit Ghamr wurde 1826 n. Chr. zum Sitz einer Verwaltungsabteilung im Gouvernement Dakahlia. Der Abschnitt wurde 1871 n. Chr. während der Herrschaft von Ismail Pascha Markaz Mit Ghamr (Bezirk Mit Ghamr) genannt.

### Cosmopolitan Character in the 19th and 20th Centuries

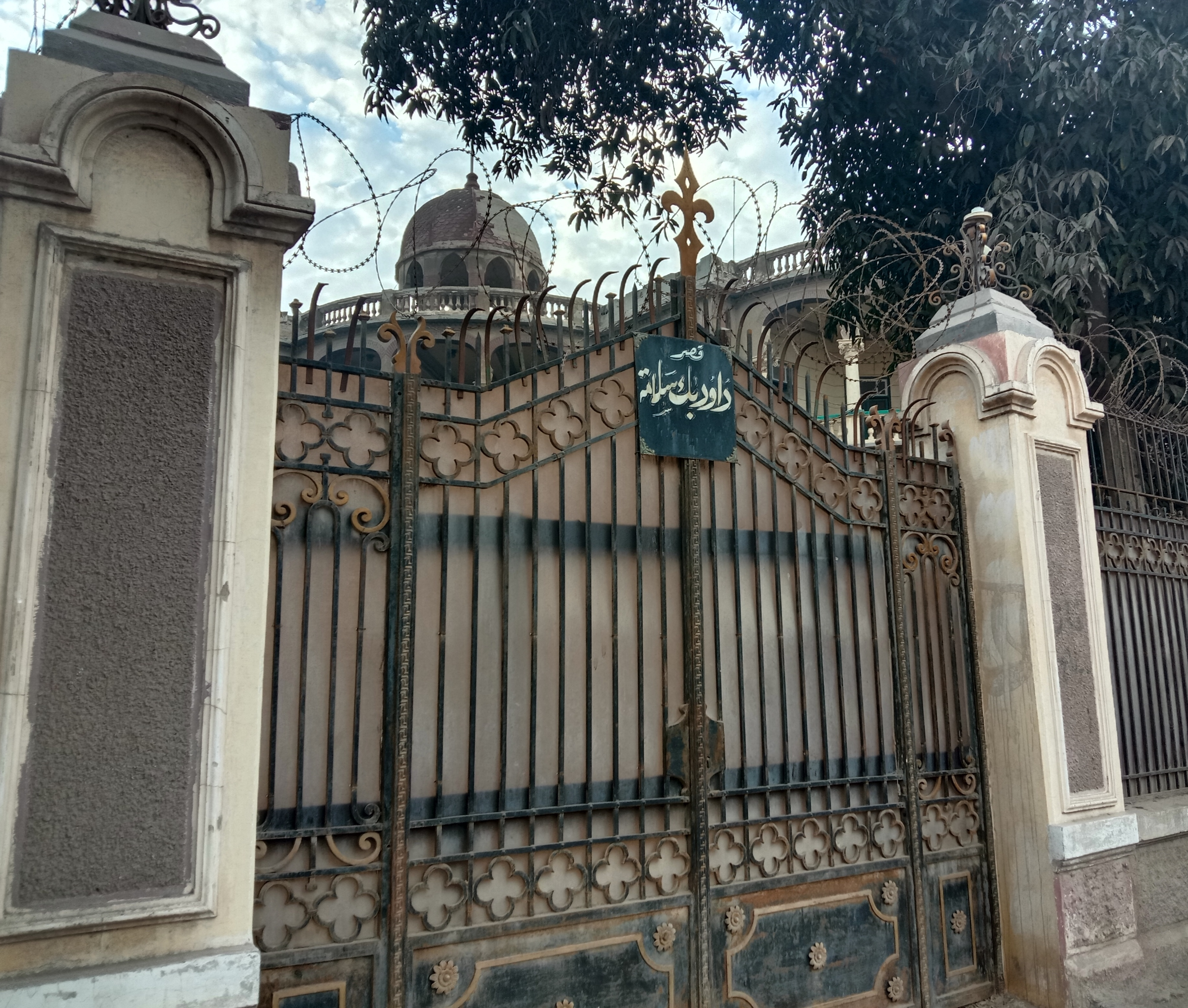
Ein Bild von einem der Tore des Dawoud Salama Palastes

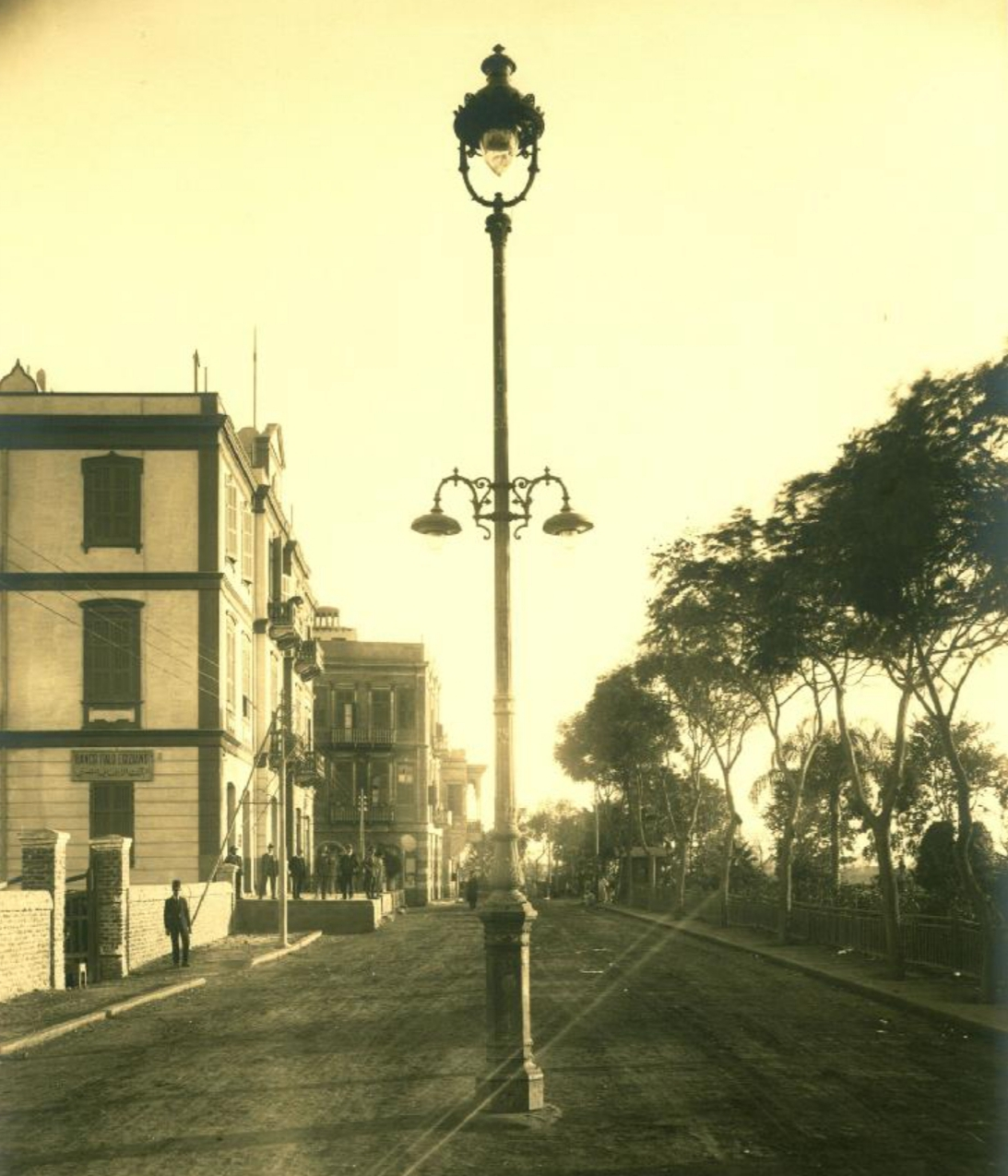
Al-Hurriya-Straße in Mit Ghamr in den 1920er Jahren. Auf der linken Seite ist das Haus des Griechen Khawaja Yeni Baban zu sehen.

Im 19. und 20. Jahrhundert, während der Herrschaft der Muhammad-Ali-Dynastie, wurde Mit Ghamr zur Heimat einer großen ausländischen Gemeinde, darunter Griechen, Italiener, Armenier und Franzosen. Auf ihrem Höhepunkt im späten 19. Jahrhundert überstieg die ausländische Bevölkerung 200 Personen, was für eine ägyptische Provinzstadt beachtlich war. Laut der Volkszählung von 1902 stieg die Zahl der in der Stadt lebenden Ausländer sprunghaft auf 359 Personen an, und diese Zahl stieg weiterhin schnell an. Im späten 19. und 20. Jahrhundert erlebte die Stadt aufgrund der dort ansässigen ausländischen Gemeinden eine bedeutende wirtschaftliche und kulturelle Aktivität und Infrastrukturentwicklung. Sie spielten eine bedeutende Rolle bei der Entwicklung der Stadt. 1891 gründete die Lyon African Mission, die der französischen Freres-Gruppe angeschlossen war, eine Schule in der Stadt. 1923 gründete die französische Familie Tourel die United Ginning and Oil Factories Company mit Hauptsitz in Mit Ghamr und einer weiteren Niederlassung in Alexandria. Die griechische Gemeinde entwickelte sich auch durch die Gründung eines eigenen Vereins und besaß neben Schulen wie der griechischen Grundschule und der Vereinsschule auch die Kh. Mikhail Printing Press im Jahr 1932 sowie weitere ausländische Einrichtungen. Die Edinburgh Medical Missionary Society gründete 1928 mit Frederick Oakley Lasbrey eine medizinische Mission in Mit Ghamr. Aus dieser Zeit sind noch viele Villen und Herrenhäuser im europäischen Stil erhalten, wie das Babban Mansion (ehemals eine italienische Bank) und das Imbroir Mansion.
Der große Brand von Mit Ghamr (1902)

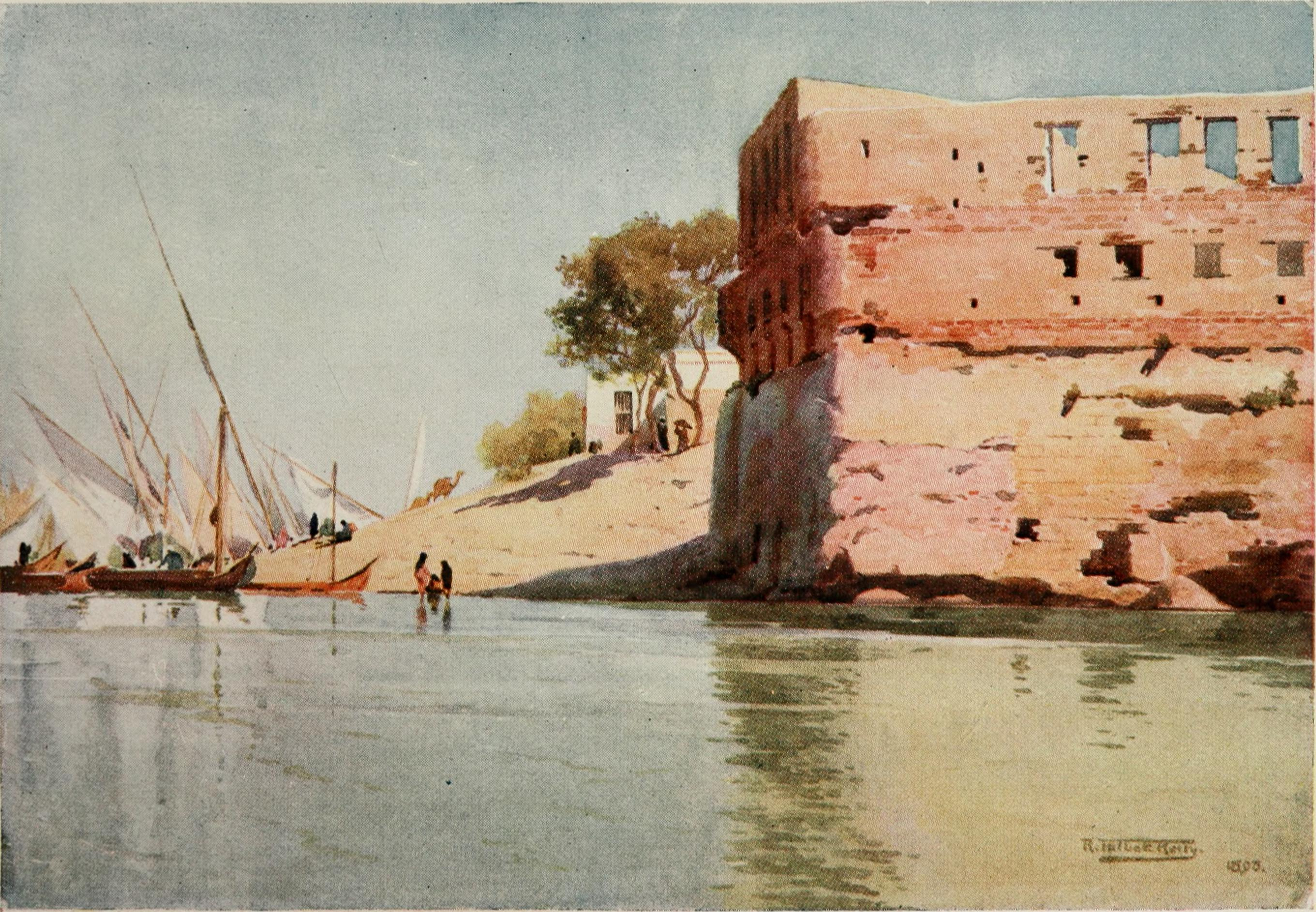
Ein zerstörter Palast in Mit Gamr, von Robert Talbot Kelly

Im Jahr 1902 brach in Mit Ghamr ein gewaltiges Feuer aus, das 12 Tage dauerte und sich auf die umliegenden Dörfer ausbreitete. Infolge dieses Feuers wurden mehr als 5.000 Menschen getötet oder verletzt. Dies veranlasste viele Prominente in Ägypten, zu Spenden aufzurufen, um die Stadt wieder aufzubauen und ihren Menschen zu helfen. Zu den prominentesten unter ihnen gehörten der Schriftsteller Mustafa Lutfi Al-Manfaluti und Imam Muhammad Abduh, die über das Feuer sagten: „Das Unglück ist nicht unbedeutend; die Zahl der Verletzten beträgt fünftausend und einige hundert, darunter Kinder, die ihre Familien verloren haben, sowie Kaufleute und Handwerker, deren Maschinen und Kapital zerstört wurden, und es ist ihnen unmöglich, ein neues Leben ohne die Hilfe ihrer Brüder aufzubauen, sonst werden sie zu Landstreichern, Voyeuristen oder Bettlern. Nachdem in ganz Ägypten Spenden gesammelt worden waren, wurde die Stadt wieder aufgebaut, nachdem sie kurz vor der Auslöschung gestanden hatte. Dieser Vorfall wurde zum Thema von Trauergedichten ägyptischer Dichter wie Ahmed Shawqi, Hafez Ibrahim und anderen.

### Widerstand gegen die britische Besatzung

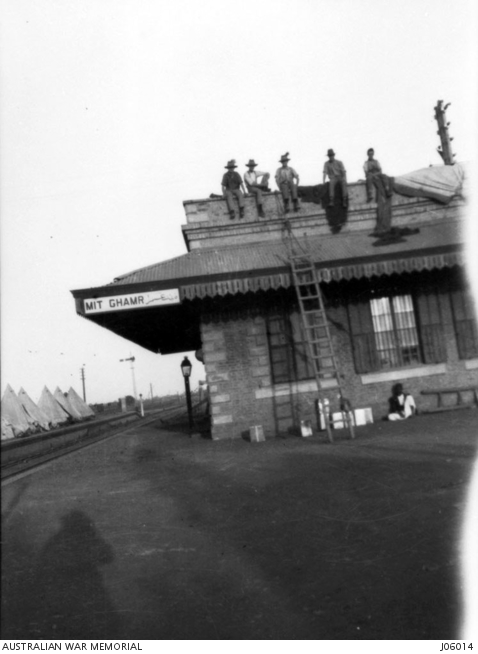
DER BAHNHOF IN MIT GHAMR, ÄGYPTEN, ZEIGT DAS LEWIS-GEWEHR AUF DEM DACH

Wie viele andere ägyptische Städte äußerte auch Mit Ghamr während der Besatzungszeit (1882–1956) eine starke Feindseligkeit gegenüber der britischen Herrschaft. Die Stadt war Zeuge mehrerer Widerstandsvorfälle, insbesondere im Zusammenhang mit der Eisenbahninfrastruktur, die ein zentraler Bestandteil der britischen Militärlogistik war.

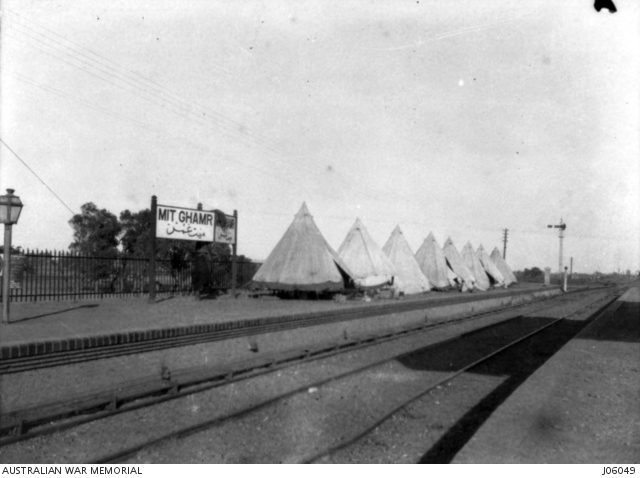
DIE ZELTE DER PATROUILLE DES 15. LIGHT HORSE REGIMENTS AUF DEM BAHNHOF VON MIT GHAMR WÄHREND DES ÄGYPTISCHEN AUFSTANDS

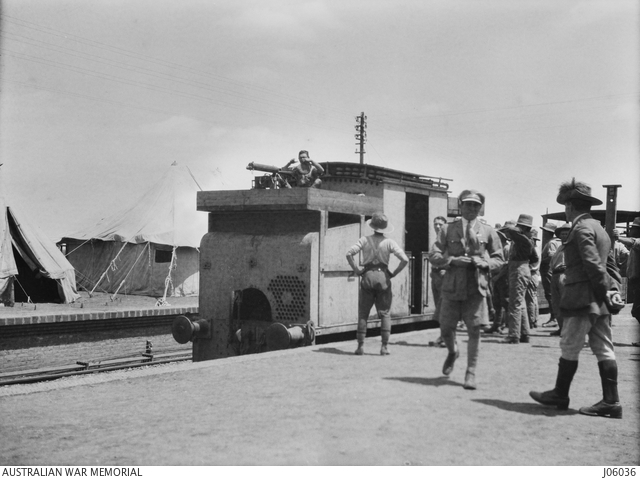
EIN GEPANZERTER ZUG AM BAHNHOF MIT GHAMR WÄHREND DER EINHEIMISCHEN UNRUHEN

General Wilson entsandte einmal einen Militärzug, um beschädigte Eisenbahnstrecken in der Gegend zu reparieren. Anwohner überfielen den Zug jedoch, indem sie die Gleise dahinter durchtrennten und den Konvoi so praktisch einschlossen. Eine britische Rettungseinheit versuchte einzugreifen, scheiterte jedoch am heftigen Widerstand des Mit Ghamr Vigilance Committee, einer lokalen zivilen Widerstandsgruppe. Bei den darauffolgenden Zusammenstößen kamen zunächst 30 Zivilisten ums Leben, in weiteren Auseinandersetzungen folgten 50 weitere. Trotz Verstärkungseinsätzen, die weitere 10 Opfer forderten, räumte Wilson ein, dass Mit Ghamr zeitweise außerhalb der effektiven britischen Kontrolle blieb und es weiterhin zu Angriffen auf Eisenbahnstrecken kam.
In diesem Zusammenhang erklärte Mit Ghamr während der Revolution von 1919 – zusammen mit Zefta, Faraskur und Minya – seine Unabhängigkeit vom ägyptischen Sultanat unter dem Namen „Sultanat von Mit Ghamr“, angeführt von Sultan Ahmed Bey Abdo, einem der prominentesten Persönlichkeiten der Stadt. Schüler und Studenten, die die Verhaftungskampagnen überlebt hatten, bildeten die Garde des entstehenden Sultanats. Während der zweiwöchigen Unabhängigkeitsperiode wurden keine Diebstähle oder Übergriffe registriert.
Ein weiteres bedeutendes Ereignis ereignete sich während der Ägyptischen Revolution von 1919 nach der Ausrufung der Republik Zefta durch den nationalistischen Führer Youssef El-Gindi. Nachdem es den britischen Streitkräften nicht gelungen war, Zefta einzunehmen, zogen sie sich nach Mit Ghamr zurück, um sich neu zu formieren. Die Bevölkerung von Mit Ghamr leistete jedoch heftigen Widerstand und zwang die Briten, das 15. australische Light Horse Regiment einzusetzen, um den Aufstand niederzuschlagen und die Ordnung wiederherzustellen. Die britischen Streitkräfte setzten zudem Panzerzüge ein, um Eisenbahnlinien zu schützen und Versorgungswege zu sichern, was die strategische Bedeutung der Deltaregion während der Besatzungszeit unterstreicht.
Mit Ghamr beteiligte sich aktiv an der nationalen Bewegung während des Aufstands gegen die britische Besatzung im Jahr 1935. Am 14. November veranstalteten die Studenten der Stadt eine Großdemonstration zum Nationalen Dschihad-Tag, skandierten den Untergang Englands und der Regierung und verurteilten Hoares Aussage. Am 21. November traten Anwälte in Mit Ghamr aus Solidarität mit den landesweiten Streiks zur Trauer um die Gefallenen in den Streik. Am 14. Dezember zog eine riesige Abenddemonstration, angeführt von Ärzte- und Anwaltsgewerkschaften, Einwohnern, Kaufleuten und Studenten, aus Protest und nationaler Empörung durch die Stadt. Gesungen wurde für die Nationale Front, die Unabhängigkeit und die Verfassung von 1923.

### Die Moderne
Bei der ägyptischen Revolution 2011 in Mit Ghamr gingen etwa 10.000 Demonstranten auf die Straße. Einige von ihnen versuchten, eine Polizeistation zu stürmen, doch die Beamten und Sergeanten drohten mit scharfer Munition, und die übrigen Demonstranten stellten sich ihnen entgegen, um Sabotageakte zu verhindern.
2013 kam es in Mit Ghamr zu weit verbreiteten Protesten und Demonstrationen gegen die Muslimbruderschaft vor deren Hauptquartier in der Stadt. Die Demonstranten skandierten Parolen wie „Das Volk will das Regime stürzen“. Dies führte zu Zusammenstößen zwischen Demonstranten und Mitgliedern der Bruderschaft, die in der Erstürmung und Zerstörung des Hauptquartiers gipfelten.

## Sehenswürdigkeiten
Die Stadt Mit Ghamr beherbergt zahlreiche historische und kulturelle Sehenswürdigkeiten, die ihr reiches Erbe widerspiegeln. Im Folgenden sind einige der bemerkenswertesten Sehenswürdigkeiten aufgeführt. Es ist erwähnenswert, dass ein erheblicher Teil dieser Sehenswürdigkeiten verloren ging, als die Stadt im Laufe ihrer Geschichte dreimal zerstört wurde – 1518, 1799 und 1902 –, was zum Verschwinden vieler antiker Stätten führte.
Zu den bekanntesten Sehenswürdigkeiten gehören:

### Die Französische Brücke

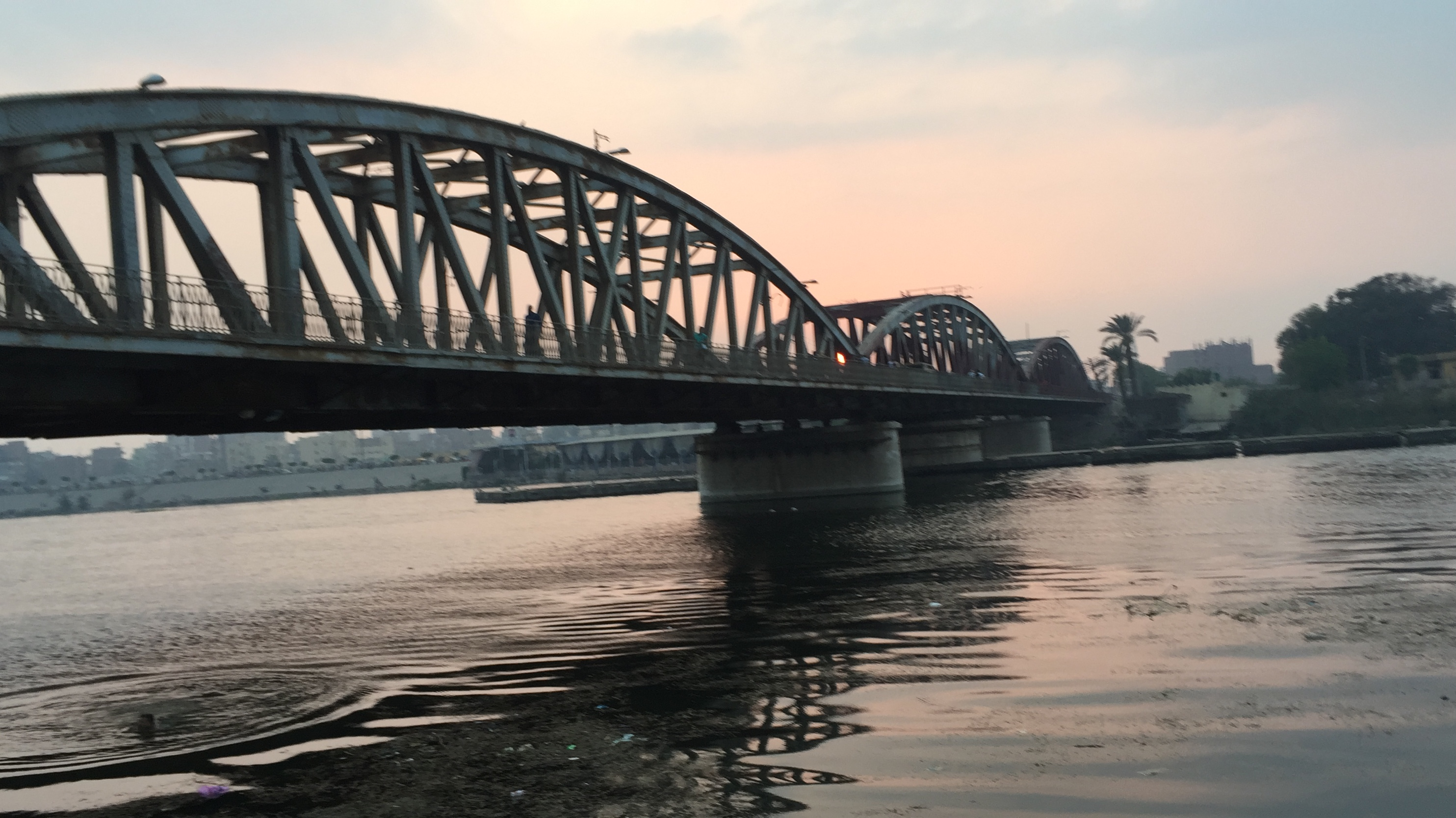
Die französische Brücke, die die Städte Mit Ghamr und Zefta verbindet

Die Französische Brücke ist das einzige Bauwerk, das die Stadt Mit Ghamr mit der Stadt Zefta im Gouvernement Gharbia verbindet. Sie wurde 1907 während der britischen Besatzung Ägyptens von der französischen Firma Daydé & Pillé in Paris erbaut, da sie den Transport von Waffen und Munition erleichterte. Die Brücke zeichnet sich dadurch aus, dass sie für die Durchfahrt von Schiffen geöffnet und geschlossen werden kann. Die Brücke war während des Jom-Kippur-Krieges ein Ziel israelischer Flugzeuge. Es wird jedoch berichtet, dass die mit ihrer Bewachung beauftragte Luftabwehreinheit mit Unterstützung des Volkswiderstands die Flugzeuge während des Einsatzes zerstörte. Die Brücke ist etwa 417 Meter lang. Während der kurzlebigen Republik Zefta kam es hier zu Zusammenstößen zwischen Anwohnern und britischen Streitkräften.

### Dawoud Bek Salama Palast

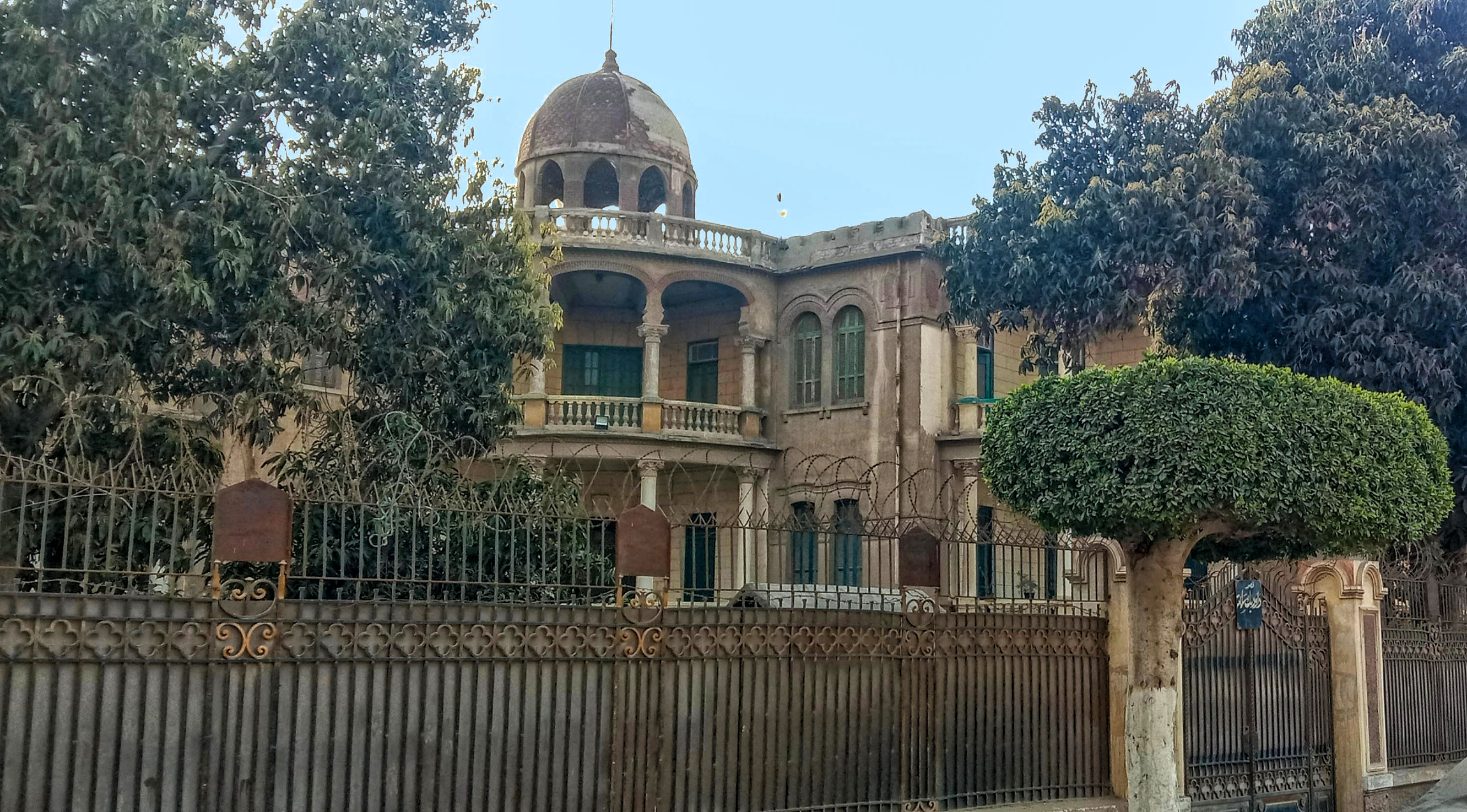
Das Äußere des Dawoud Bek Salama Palastes

Er ist der berühmteste Palast der Stadt und wurde 1926 für Dawoud Bek Salama, eine prominente Persönlichkeit französischer Herkunft in Mit Ghamr, erbaut. Vor der ägyptischen Revolution 2011 war der Palast das Hauptquartier der Nationaldemokratischen Partei der Stadt. Der Palast besteht aus einem Keller und zwei Hauptgeschossen sowie einem Obergeschoss über dem Dach. Sie ist von einem großen, von einer hohen Mauer umschlossenen Garten umgeben und zeichnet sich durch ihre vielfältigen architektonischen Elemente aus, die griechische, römische, andalusische, maschrikische und Renaissance-Stile vereinen. Damit ist sie einer der architektonisch vielfältigsten Paläste Ägyptens.

### Emir-Hammad-Moschee

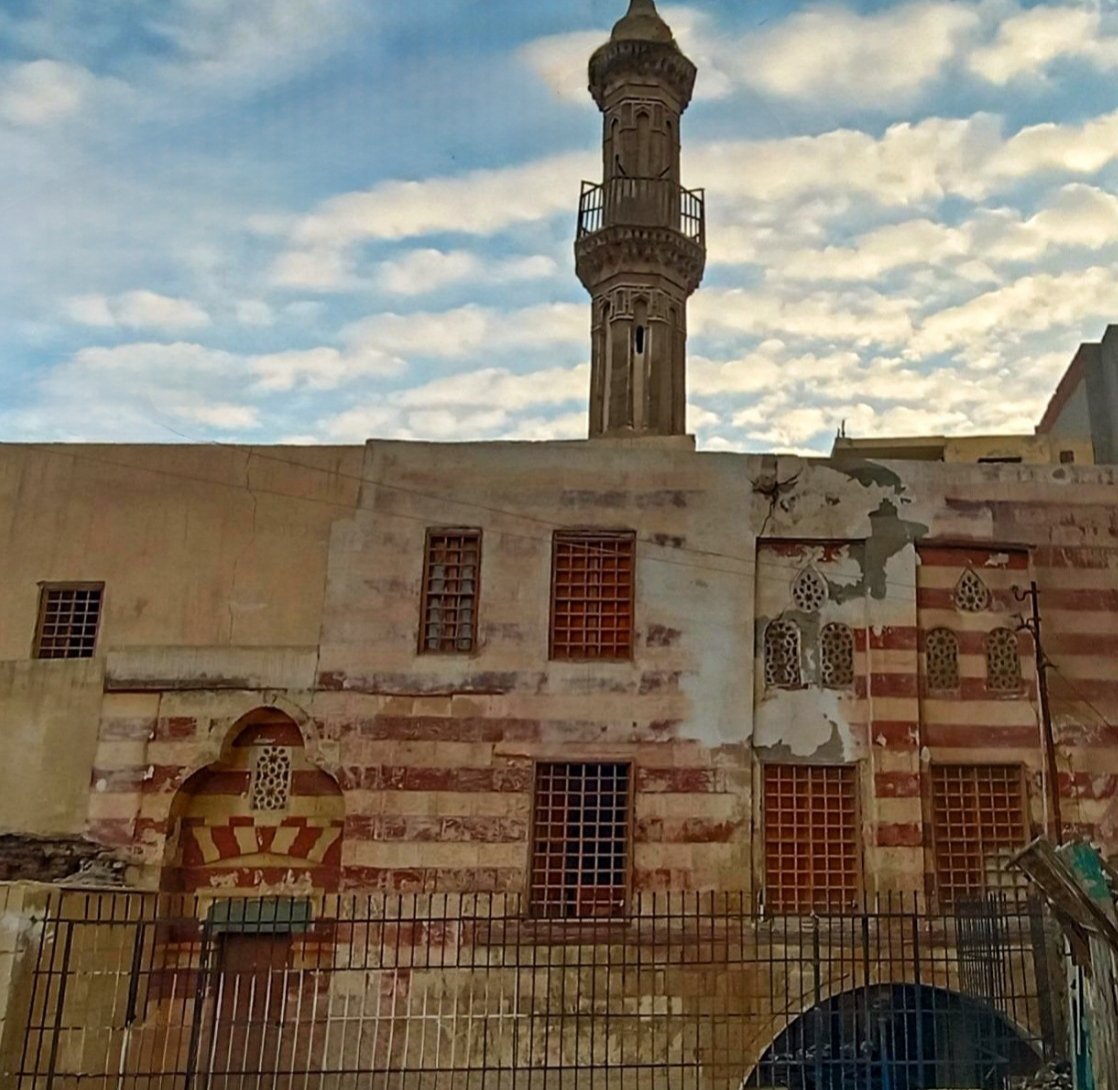
Emir-Hammad-Moschee

Die Emir-Hammad-Moschee gilt als eines der ältesten islamischen Monumente in Mit Ghamr. Sie stammt aus der osmanischen Zeit, genauer gesagt aus dem 17. Jahrhundert n. Chr. und wurde 1615 erbaut. Es handelt sich um eine Hängemoschee im Stil eines von vier Iwanen umgebenen Innenhofs. Sie ist mit einem zweistöckigen Minarett an der Fassade und einer kunstvoll gearbeiteten Holzkanzel geschmückt. Die Moschee ähnelt dem Baustil mamlukischer Schulen, obwohl sie in der osmanischen Zeit erbaut wurde. Sie zeichnet sich dadurch aus, dass sie die einzige erhaltene Ecke im Delta ist und über dem Boden liegt. Die Moschee ist rechteckig, 31,65 m lang und 14,50 m breit. Sie besteht aus zwei Iwanen, von denen der südöstliche, der Qibla zugewandte, und der nordöstliche, der ihr zugewandte, der größte sind.

### Die Kirche der Jungfrau Maria

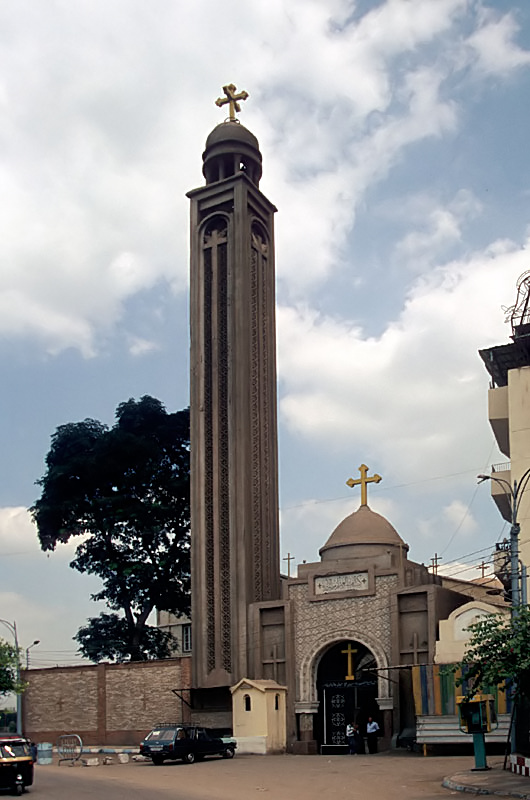
Die Kirche der Jungfrau Maria

Die Kirche der Jungfrau Maria wurde im 4. Jahrhundert n. Chr. als Teil einer Gruppe von Kirchen erbaut, die von Kaiserin Helena, der Mutter Konstantins des Großen, errichtet wurden. Sie wurde jedoch mehrmals abgerissen und wiederaufgebaut, zuletzt 1881. Sie wurde jedoch im gleichen Stil wie bei ihrer Erbauung wiederaufgebaut, der zum byzantinischen Kirchenstil gehört. Die Kirche beherbergt außerdem eine Sammlung in Silber gebundener heiliger Bücher, Kreuze und antike Weihrauchgefäße. Außerdem gibt es einen antiken Kelchstuhl, eine Kiste aus kostbarem lokalem Holz mit Heiligenbildern. Es gilt als eine der ältesten Kirchen Ägyptens und des Nahen Ostens.

### Al-Ghamry-Minarett

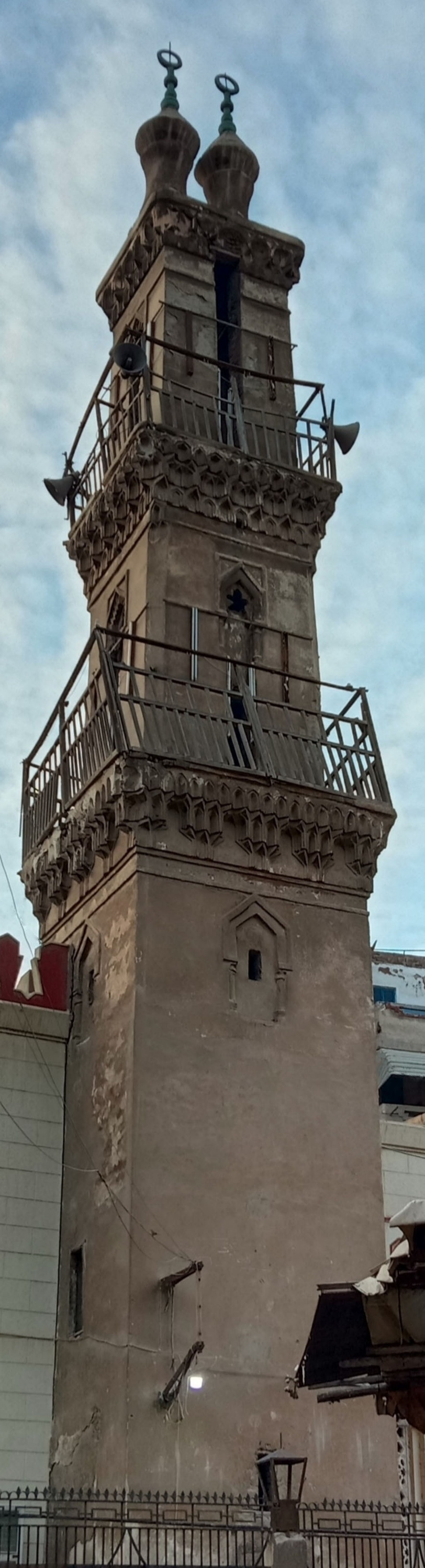
Al-Ghamry-Minarett

Das Al-Ghamry-Minarett ist ein antikes Minarett aus der Mamlukenzeit in Mit Ghamr, erbaut 1499. Es gilt als das älteste erhaltene Beispiel eines doppelköpfigen Mamluken-Minaretts in Ägypten. Es ist wahrscheinlich, dass das Al-Ghamri-Minarett das erste Minarett im Mamluken-Stil außerhalb Kairos war. Die Spitzen des Minaretts stürzten jedoch 1963 ein und das Minarett blieb bis zu seiner Restaurierung ohne Spitzen stehen.

## Geografie
Mit Ghamr liegt in der Mitte von vier Gouvernoraten, ad-Daqahliyya im Norden, al-Qalyubiyya im Süden, asch-Scharqiyya im Osten und al-Gharbiyya im Westen. Es ist etwa 43 Kilometer von al-Mansura und 28 Kilometer von Zagazig, der Hauptstadt von Scharqiyya, entfernt, ebenso etwa 35 Kilometer von Banha, der Hauptstadt von Qalyubiyya, und 29 Kilometer von Tanta, der Hauptstadt von Al Gharbiayya.
Die Fläche von Mit Ghamr wurde 1930 auf etwa 0,41 km² geschätzt. Mit dem Ausbau der Al-Mu'tahada-Eisenbahnlinie im Jahr 1936 verlagerte sich die Entwicklung der Stadt nach Süden. Mit dem Wachstum von Mit Ghamr wuchs auch das Dorf Daqadous. Die Stadtfläche erreichte 1950 0,68 km², beeinflusst durch Entwicklungsprojekte in dieser Zeit, wie die Gründung einer Baumwollentkörnungsmaschine, der Öl- und Textilindustrie sowie die Entwicklung des Gesundheitssystems. Die Entwicklung von Daqadous verschmolz in dieser Zeit mit der von Mit Ghamr, bis es 1968 annektiert wurde.[55] Aufgrund des rasanten Wachstums der Stadt in alle Richtungen erreichte ihre Fläche 1974 etwa 2,52 km². Im Laufe der Zeit vergrößerte sich die Fläche auf 3,58 km² im Jahr 1984, 3,81 km² im Jahr 2000 und 4,41 km² im Jahr 2006. Heute ist die Stadt Ghamr ein vom Zentrum getrennter Stadtteil ohne Scheichtümer. Das Zentrum umfasst 53 Dörfer.

## Bevölkerungsentwicklung
| Zensusjahr | Einwohnerzahl |
| ---------- | ------------- |
| 1986       | 91.927        |
| 1996       | 101.899       |
| 2006       | 116.593       |
| 2018       | 140.985       |

## Bildung
Der Bildungssektor ist einer der bedeutendsten Sektoren in Mit Ghamr, entsprechend der Bevölkerungsgröße und der geografischen Lage der Stadt. Die Stadt verfügt über eine Reihe von Bildungseinrichtungen verschiedener Ebenen und Fachrichtungen. In Mit Ghamr selbst befindet sich die Fakultät für Fachpädagogik der Mansoura-Universität.
Mit Ghamr beherbergt eine Vielzahl von Bildungseinrichtungen, darunter öffentliche und private Schulen verschiedener Art, darunter Grundschulen, Vorbereitungsschulen und weiterführende Schulen, die allgemeine und technische Bildung sowie landwirtschaftliche, architektonische, industrielle und kaufmännische Fachrichtungen anbieten, sowie Al-Azhar-Institute. Die älteste Schule der Stadt ist die 1900 gegründete koptische Archäologische Schule. Zur Stadt gehört auch die Ägyptisch-Japanische Schule in Mit Ghamr, die nach japanischem Bildungsmodell arbeitet.

## Wirtschaft

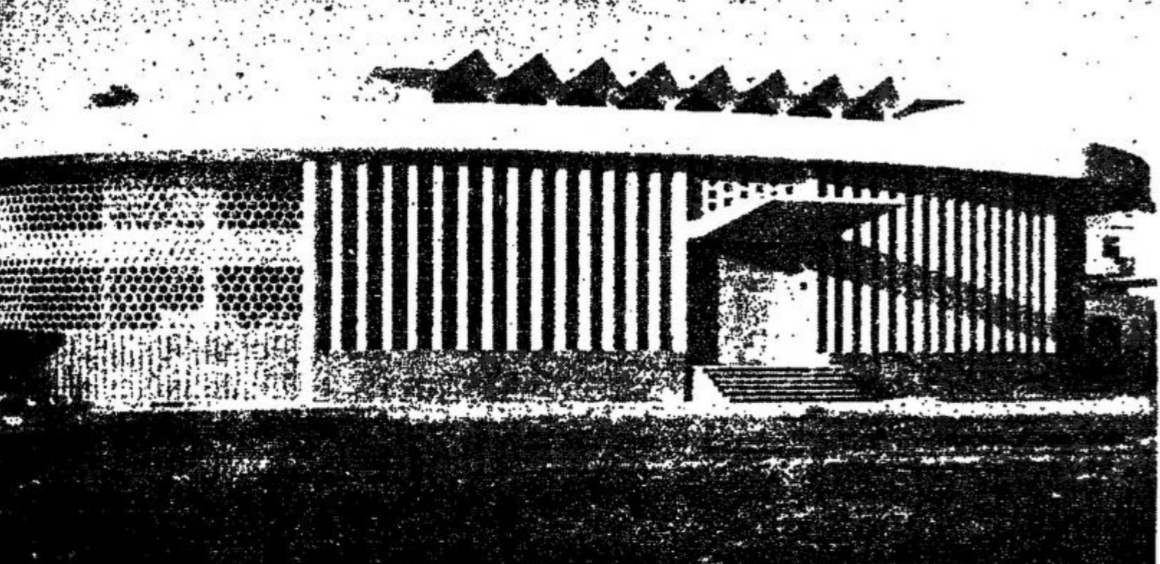
Altes Foto der Mit Ghamr Sparkasse

In Mit Ghamr gründete Dr. Ahmad El Naggar die erste islamische Bank und legte damit den Grundstein für das globale islamische Bankensystem. Die Bank basierte auf Gewinn- und Verlustbeteiligung statt auf Zinsen. 1967 hatte sie bereits 53 Filialen. Damit war Mit Ghamr die erste Stadt mit einem vollständig schariakonformen Finanzinstitut. Die Bank wurde zum Vorbild für das moderne islamische Bankwesen weltweit.
Mit Ghamr ist ein Aluminiumproduktionszentrum in Ägypten. Um die Probleme der Aluminiumindustrie zu lösen, darunter die Krise der Fabrikbesitzer in Wohngebieten sowie Lärm-, Sicht- und Luftverschmutzung, eröffnete Präsident Abdel Fattah El-Sisi die Investitionszone Mit Ghamr mit einer Gesamtfläche von 18 Acres (ca. 7,3 Hektar) und einem Investitionsvolumen von 418 Millionen Ägyptischen Pfund. Ziel ist es, die wirtschaftliche und soziale Entwicklung Ägyptens zu unterstützen, ausländische Investitionen anzuziehen, lokale Investitionen zu fördern und Arbeitsplätze zu schaffen. Die Zone umfasst 107 Industrieanlagen. Es handelt sich um die erste auf die Metall- und Maschinenbauindustrie spezialisierte Zone in Ägypten, die mittlere und große Projekte unterstützt.
In Mit Ghamr gibt es außerdem einige Textilfabriken sowie Fabriken zur Herstellung von Ziegeln, Kleidung, Papyrus, Glas, Möbeln sowie Geflügel- und Tierfutter.
In Mit Ghamr befindet sich ein Silo mit einer Gesamtlagerkapazität von 120.000 Tonnen. Das 2018 gegründete Programm zielt darauf ab, die strategischen Weizenvorräte zu erhöhen und Abfälle zu reduzieren, zur Ernährungssicherheit beizutragen und die Effizienz der Getreidebewirtschaftung in der Region zu verbessern.